# 유종 (악양효후)
유종(劉宗, ? ~ ?)은 전한 후기의 제후로, 조경왕의 손자이다.

## 행적
아버지 유열의 뒤를 이어 악양후(樂陽侯)에 봉해졌다. 시호를 절이라 하였고, 작위는 유숭이 이었다.

## 출전
- 반고, 《한서》 권15하 왕자후표 下

| 선대 아버지 악양목후 유열 | 전한의 악양후 ? ~ ? | 후대 아들 악양경후 유숭 |